# Conseil des États (Soudan)
Pour les autres articles nationaux ou selon les autres juridictions, voir Conseil des États.
Assemblée actuellement dissoute
Bâtiment du Parlement soudanais
Le Conseil des États (en anglais : Council of States ; en arabe : مجلس الولايات السوداني (Maǧlis al-Wilāyāt)) constitue la chambre haute de la législature nationale du Soudan, son parlement bicaméral.
À la suite du coup d'État de 2019 le Conseil des États est dissous dans le même temps que la législature nationale.
Il est remplacé dans le cadre de la transition démocratique du pays de 2019 par le Conseil législatif de transition, qui doit être formé et servir de législature au Soudan jusqu'au élection prévu en 2022.

## Composition
Le Conseil des États compte 50 membres élus au suffrage indirect par les législatures des États. Chacun des 25 états constituant la Fédération soudanienne (15 au nord, 10 au sud) élisent deux représentants. 
Il comprend également 2 observateurs du Conseil de la région d'Abyei (nord) qui n'ont pas le droit de vote.

## Élection et nominations
Jusqu'à la tenue des élections qui devraient avoir lieu au terme de la 3e année de la période intérimaire, les membres du Conseil des Etats sont nommés par le président de la République, après consultation de la présidence (le président de la République, les deux vice-présidents et sur la recommandation du président du gouvernement du Soudan du Sud après consultation des institutions de l'État considéré). Ces nominations ont eu lieu le 31 août 2005. 
La durée du mandat est de 5 ans. Pour être éligible, le citoyen doit avoir au moins 21 ans.